# Wir (meteorologia)

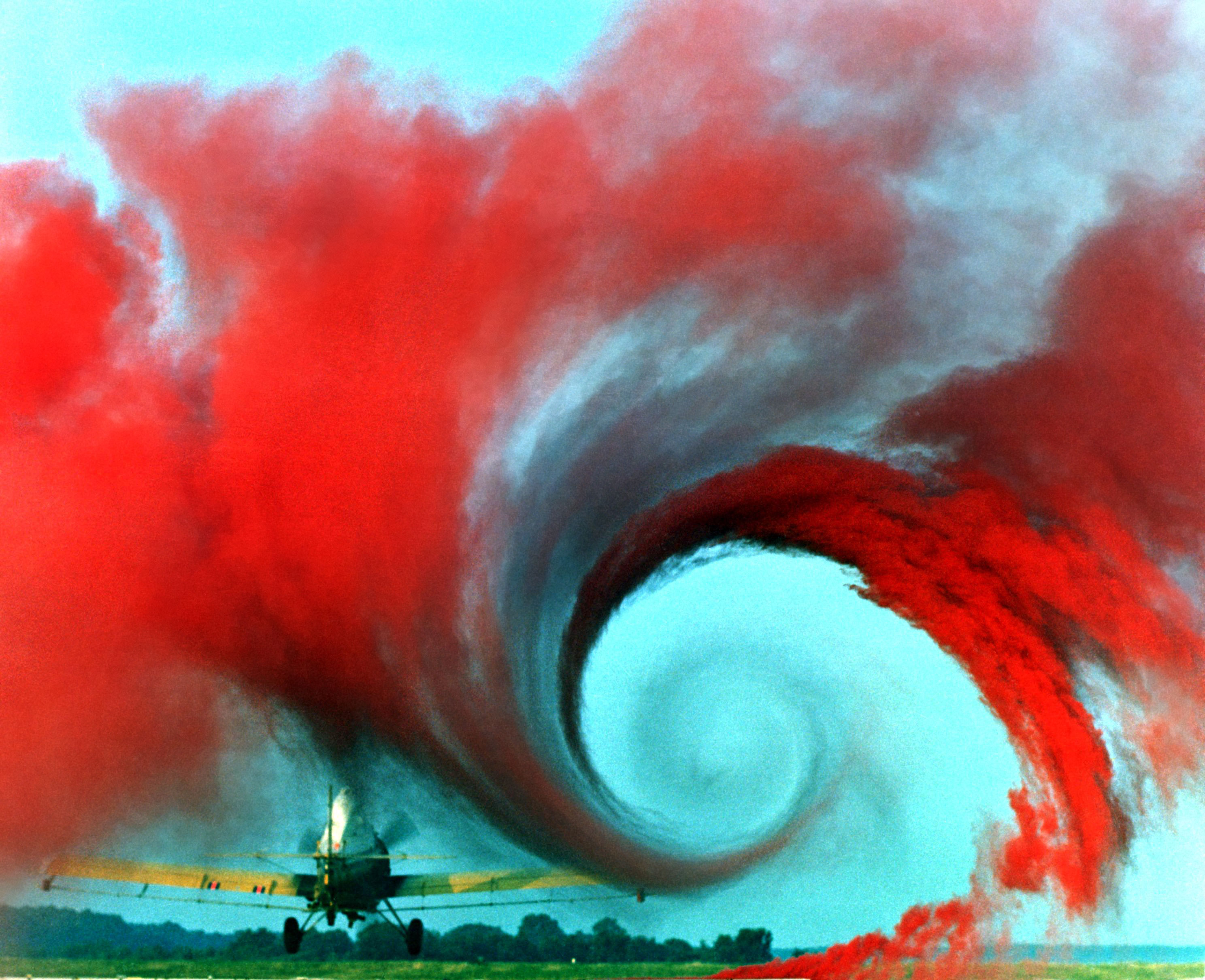
Wir wywołany przez skrzydła lecącego samolotu

Wir – lokalne zaburzenie wiatru wywoływane przez nieregularny i chaotyczny przepływ mas powietrza. Powstaje wywołany np. przez skrzydła samolotu. Nie sprawia niebezpieczeństwa dla człowieka. Pojawiają się w każdym miejscu, gdzie wieje wiatr.